# 玉京山
玉京山，乃道教傳說中虛皇大道元始天尊之治所，號「玄都」，位於三清境上，大羅天中。山有七寶之城，紫微金闕，城中有七寶玄臺，為藏經之所。臺上又生七寶之骞樹。八株騫樹施枝布葉，一树弥覆一天，八株骞树彌覆城上八方无极（大罗天之八方）之外，麒麟獅子化生其中，神龍朱鳳悉皆飛翔，無數仙真於此處奉功朝修，灑掃、燒香、散花。此山出五色流泉，又有九色光明，徹照大羅眾天之上。
道書中亦稱玉京山為虛皇道君、元始天王和太元聖母等仙真、老子、太上道君、玉皇之治所。

## 詞源
玉，溫潤而有光澤的美石，古代中國用以作為祭神、事神、通神的神物，為尊貴的象徵。京，天地自然生成的高大山丘，非人力所能成。
道教將玉京山視為最高天界大羅天諸山的中心，崑崙山僅次於玉京山，是十洲三島海中五嶽諸山的中心。而玉京山與崑崙分別作為天界、人間界的中心，是道教對讖緯的「北極/天中」對應「崑崙/地中」模式的化用。

## 道教儀式
在齋醮儀式中，道士穿著法服，吟唱「步虛詞」，步行環繞象徵仙境「玉京山」的香爐，一面以鐘、磬伴奏誦詠，用以表現昇天神遊，朝拜仙真的意象。
按《洞玄靈寶玉京山步虛經》，用以形容玉京的十首「步虛詞」為：
1. 稽首禮太上，燒香歸虛無。流明隨我迴，法輪亦三周。玄元四大興，靈慶及王侯。七祖生天堂，煌煌耀景敷。嘯歌觀太漠，天樂適我娱。齊馨無上德，下俗不與儔。妙想明玄覺，詵詵巡虛遊。
2. 旋行躡雲綱，乘虛步玄紀。吟詠帝一尊，百關自調理。俯命八海童，仰携高仙子。諸天散香花，蕭然靈風起。宿願定命根，故致標高擬。懼樂太上前，萬劫猶未始。
3. 嵯峨玄都山，十方宗皇一。岧岧天寶臺，光明爛流日。煒燁玉華林，蒨璨耀朱實。常念餐元精，鍊液固形質。金光散紫微，窈窕大乘逸。
4. 俯仰存太上，華景秀丹田。左顧提欝，右盼携結璘。六度冠梵行，道德隨日新。宿命積福慶，聞經若至親。天挺超世才，樂誦希微篇。沖虛太和氣，吐納流霞津。胎息靜百關，寥寥窺三便。泥丸洞明景，遂成金華仙，魔王敬受事，故能朝諸天。皆從齋戒起，累功結宿綠。飛行凌太虛，提携高上人。
5. 控轡適十方，旋憩玄景阿。仰觀劫仞臺，俯盼紫雲羅。逍遙太上京，相與坐蓮花。積學為真人，恬然榮衛和。永享無期壽，萬椿奚足多。
6. 大道師玄寂，升僊友無英。公子度靈符，太一捧洞章。舍利曜金姿，龍駕欻來迎。天尊盼雲輿，飄飄乘虛翔。香花若飛雪，氛靄茂玄梁。頭腦禮金闕，攜手遨玉京。
7. 騫樹玄景園，煥爛七寶林。天獸三百名，獅子巨萬尋。飛龍躑躅嗚，神鳳應節吟。靈風扇奇花，清香散人衿。自無高僊才，焉能耽此心。
8. 嚴我九龍駕，乘虛以逍遙。八天如指掌，六合何足遼。眾仙誦洞經，太上唱清謠。香花隨風散，玉音成紫霄。五苦一時迸，八難順經寥。妙哉靈寶囿，興此大法橋。
9. 天真帝一宮，靄靄冠耀靈。流煥法輪綱，旋空入無形。虛皇撫雲璈，眾真誦洞經。高僊拱手讚，彌劫保利貞。
10. 至真無所待，時或轡飛龍。長齋會玄都，嗚玉扣瓊鐘。十華諸僊集，紫烟結成宮。寶蓋羅太上，真人把芙蓉。散華陳我願，握節徵魔王。法鼓會群仙，靈唱靡不同。無可無不可，思與希微通。

道教「禮師存念訣」援用「存思」技法協助行儀，用於朝禮、願念乃至發揮護衛壇場的功效。當中有段內容為召降聚會於玉京山上的太上三尊（道經師三寶或三清），令其降臨內壇高座。「存見齋壇為玄都玉京山七寶城宮臺寶益獅子之座，座上有蓮花以為茵藉，座前獅子蹲踞相間，香官仗樂森然羅列。」「存思之時，皆應臨目，常見太上在高座上，老君在右，道君在左」（出自《道法會元·上清靈寶無量度人上道·禮師存念訣》）。

## 歷代詩詞
唐代文學家令狐楚《中元日贈張尊師》：「偶來人世值中元，不獻玄都永日閒。寂寂焚香在仙觀，知師遙禮玉京山。」
李白《經亂離後天恩流夜郎憶舊遊書懷贈江夏韋太守良宰》：「天上白玉京，五城十二樓。仙人撫我頂，結髮受長生。」《廬山謠寄盧侍御虛舟》：「早服還丹無世情，琴心三疊道初成。遙見仙人彩雲裡，手把芙蓉朝玉京。先期汗漫九垓上，願接盧敖游太清。」。
杜甫《寄韓諫議》：「玉京群帝集北斗，或騎麒麟翳鳳凰。芙蓉旌旗煙霧落，影動倒景搖瀟湘。」
唐‧呂洞賓《憶江南》詞之十二 ：「瑤池上，瑞霧靄群仙。素練金童鏘鳳板，青衣玉女嘯鸞弦。身在大羅天。沉醉處，縹渺玉京山。唱徹步虛清燕罷，不知今夕是何年。海水又桑田。」
宋‧白玉蟾《華陽吟》之二十「 不動絲毫過玉關，關頭自有玉京山。 能於山上通來往，風攪九天霜雪寒。」
宋‧陸游《七月一日夜坐舍北水涯戲作》：「兀傲胡床酒半醒，釣筒收盡數舟横。風生細葛無三伏，月上疏林正四更。北斗離離低欲盡，明河脉脉去無聲。斥僊豈復塵中戀，便擬騎鯨返玉京。」
王重陽寫過一首詞名為：《玉京山》：「失笑迷陰化不來。頑愚心鎖硬，怎生開。直饒富貴沒殃災。天年限，終久落輪迴。鬼使早相催。兒孫難替得，有何推。恁時悔恨哭聲哀。方知道，學道是仙材。」
《金丹真傳》〈赴瑤池〉：「若問瑤池快樂，其間受用無邊。上朝金闕玉京山，出入鸞車鳳輦。食有天廚仙脯，六銖羽服飄然，眾仙齊至賀新仙，到此平生志滿。」